# Crapaud boréal
Anaxyrus boreas
Espèce
Synonymes
- Bufo boreas Baird & Girard, 1852
- Bufo halophila Baird & Girard, 1853
- Bufo columbiensis Baird & Girard, 1853
- Bufo lamentor Girard, 1859
- Bufo politus Cope, 1862
- Bufo pictus Cope in Yarrow, 1875
- Bufo nestor Camp, 1917
- Bufo canagicus canagicus Myers, 1930

Statut de conservation UICN

 LC  : Préoccupation mineure
Anaxyrus boreas, le Crapaud boréal, également appelé Crapaud de l'Ouest, est une espèce d'amphibiens de la famille des Bufonidae.

## Répartition

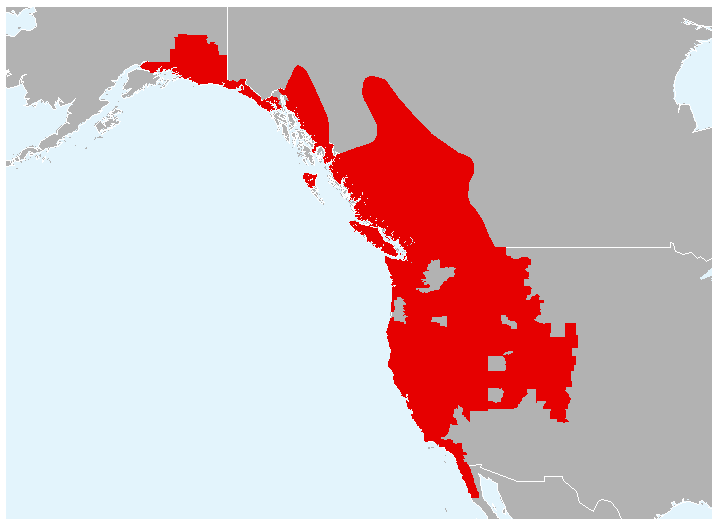
Distribution

Cette espèce se rencontre en Amérique du Nord le long de la côte Pacifique jusqu'à au moins 3 640 m d'altitude, :
- dans le sud-est de l'Alaska ;
- dans l'ouest du Canada, en Colombie-Britannique, dans l'ouest de l'Alberta et dans le sud du Yukon ;
- dans l'ouest des États-Unis, au Montana, au Wyoming, en Utah, au Colorado, en Californie, en Idaho, au Nevada, en Oregon et dans l'État de Washington ; elle était autrefois présente au Nouveau-Mexique ;
- dans l'ouest du Mexique dans le nord de la Basse-Californie.

## Description

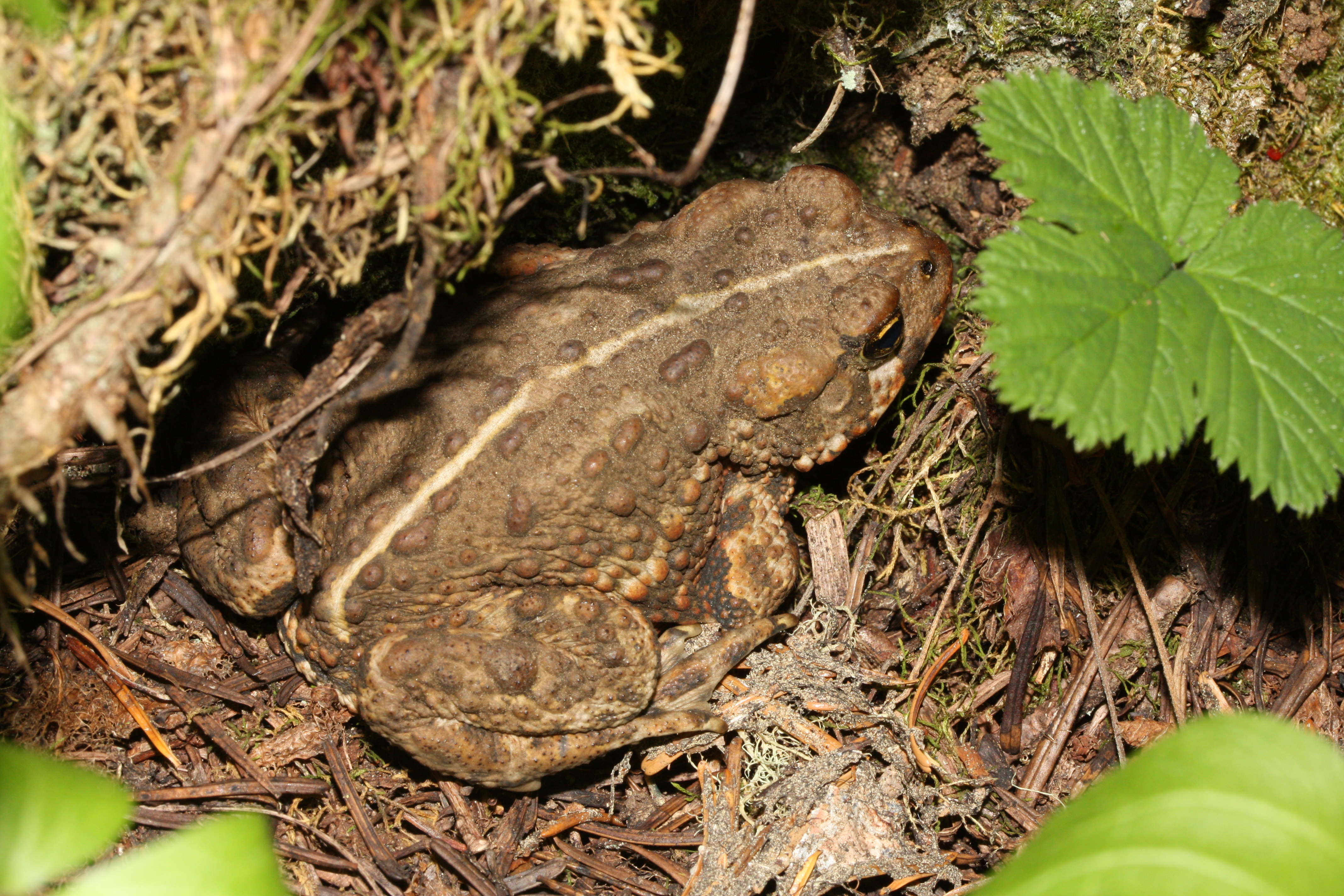
Anaxyrus boreas

Cette espèce a une espérance de vie de onze ans.

## Reproduction
Les adultes se rassemblent près d'un cours d'eau peu profond durant une à deux semaines. Chaque femelle pond entre 5 000 et 15 000 œufs. L'âge adulte est atteint à quatre ou cinq ans pour les femelles, trois ans pour les mâles.

## Taxinomie
Deux sous-espèces sont parfois reconnues Anaxyrus boreas boreas et Anaxyrus boreas halophilus.
Goebel et al. en 2009 observe que cette espèce est en fait un complexe d'espèce.

## Publication originale
- Baird & Girard, 1852 : Descriptions of new species of reptiles, collected by the U.S. Exploring Expedition under the command of Capt. Charles Wilkes, U.S.N. First part — Including the species from the western coast of America. Proceedings of the Academy of Natural Sciences of Philadelphia, vol. 6, p. 174-177 (texte intégral).